# Baggariddim
Baggariddim è il sesto album in studio del gruppo musicale britannico UB40, pubblicato nel 1985.

## Tracce
1. The King Step Mk.1 (feat. Pato Banton over "If It Happens Again") – 3;32
2. The Buzz Feeling (feat. Gunslinger over "Cherry Oh Baby") – 3;41
3. Lyric Officer Mk.2 (feat. Dillinger over "If It Happens Again") – 3:16
4. Demonstrate (feat. Admiral Jerry over "As Always You Were Wrong Again") – 3:55
5. Two in a One Mk.1 (feat. Pablo & Gunslinger over "The Pillow") – 3:18
6. Hold Your Position Mk.3 (feat. Stones over "If It Happens Again") – 3:56
7. Hip Hop Lyrical Robot (feat. Pato Banton over "Your Eyes Were Open") – 4:22
8. Style Mk.4 (feat. Pablo over "If It Happens Again") – 4:02
9. Fight Fe Come in Mk.2 (feat. James Bon & General CP over "The Pillow") – 3:25
10. V's Version (feat. Sister V over "Version Girl") – 3:25
11. Don't Break My Heart – 3:49 U.K Single.
12. I Got You Babe (with Chrissie Hynde) – 3:09
13. Mi Spliff – 4:01